# ヘリテージ室内管弦楽団
ヘリテージ室内管弦楽団（Heritage Chamber Orchestra）は、アメリカのオーケストラである。
1985年にヤーコフ・ベルグマンを音楽監督に据えて発足。ユダヤ系のオーケストラ作品の喧伝に力を入れる。12月8日にベルグマンの指揮により、アリス・タリー・ホールでデビューし、パウル・ベン＝ハイムの歌曲集《エデンからのミルテの花々》のアメリカ初演を行った。

## 主要な録音
- W.A. Mozart; C.W. Gluck; J.S. Bach (1995). Overture from Il Seraglio, K. 384 / presto / F. Mendelssohn. Divertissement. IV, Valse ; V, Parade ; VI, Finale / Jacques Ibert.. Greenville. OCLC 37620867
- A. Arutunian; G. Rossini; J.W. Kalliwoda (2002). Music at Furman : 175th anniversary commemorative recording.. Furman University. OCLC 52839656

## 註
1. ↑  Will Crutchfield (1985年12月12日). “CONCERT: HERITAGE ORCHESTRA”. New York Times 2017年1月24日閲覧。